# Подгорный, Николай Афанасьевич
Николай Афанасьевич Подгорный (1879—1947) — русский советский актёр, педагог. Заслуженный артист Республики (1928), Заслуженный деятель искусств РСФСР (1938).

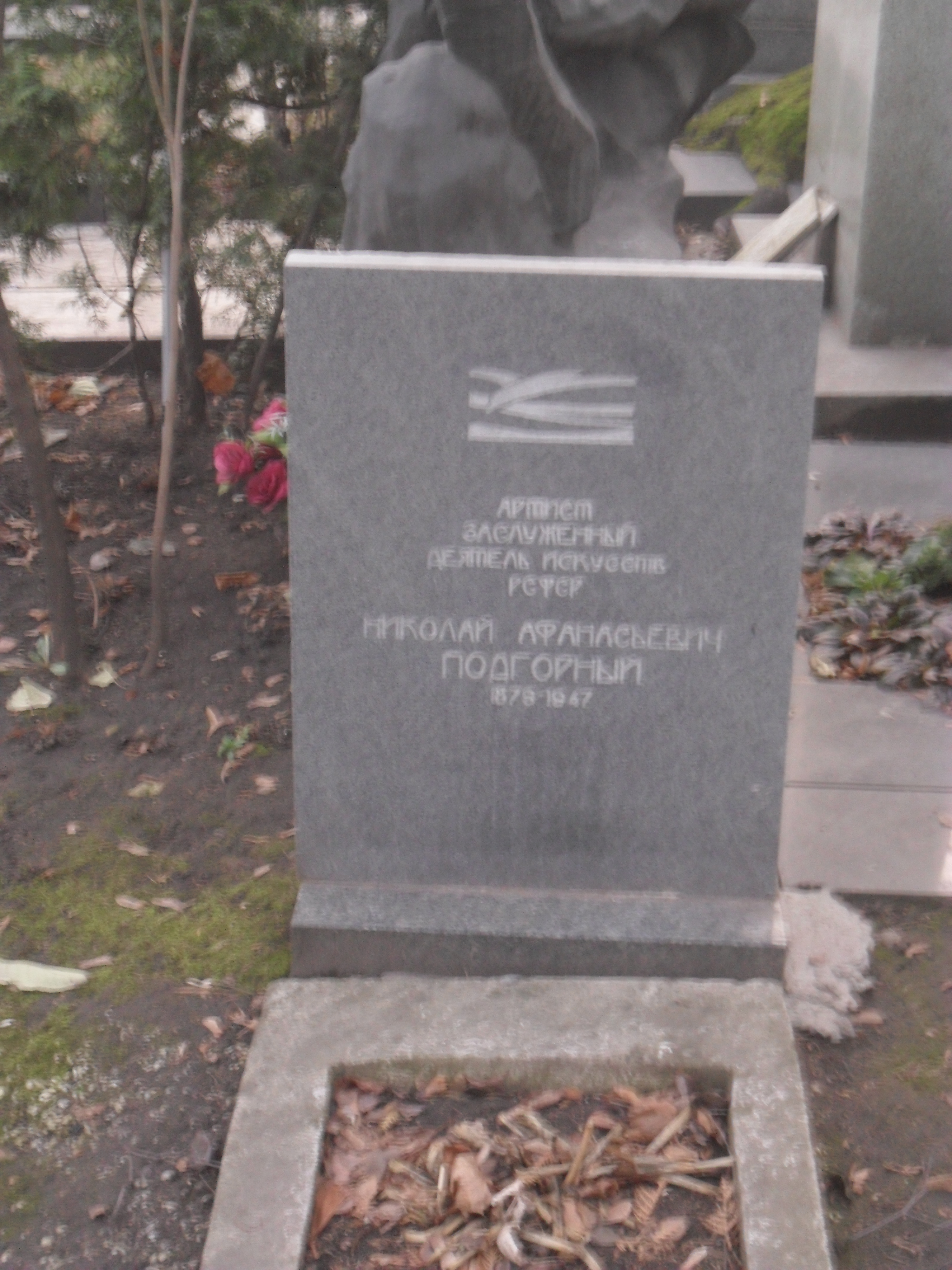
Могила Подгорного на Новодевичьем кладбище Москвы.

## Биография
С 1903 года ученик школы МХТ, затем актёр театра. С 1919 года заведующий труппой и репертуаром МХТ. Подгорный был одним из основателей Школы драматического искусства МХТ (1913). В 1918 года задумывал (вместе с И. А. Берсеневым) Артистическую студию, которая должна была войти в видевшийся Станиславскому Театр-Пантеон; замысел осуществить не удалось.
Входил в состав так называемой «качаловской группы», выехавшей летом 1919 года на гастроли в Харьков и отрезанной от столицы армией Деникина, один из всех сумел в июле 1919 года через фронты добраться до Москвы (остальная группа давала спектакли на юге России, затем гастролировала в Чехословакии, Германии, Югославии, Франции и Скандинавских странах, вернулась в Москву только в мае 1922 года). В 1922 году, когда ему был разрешен выезд за границу на лечение, сумел провести переговоры о воссоединении разрозненных частей Художественного театра.

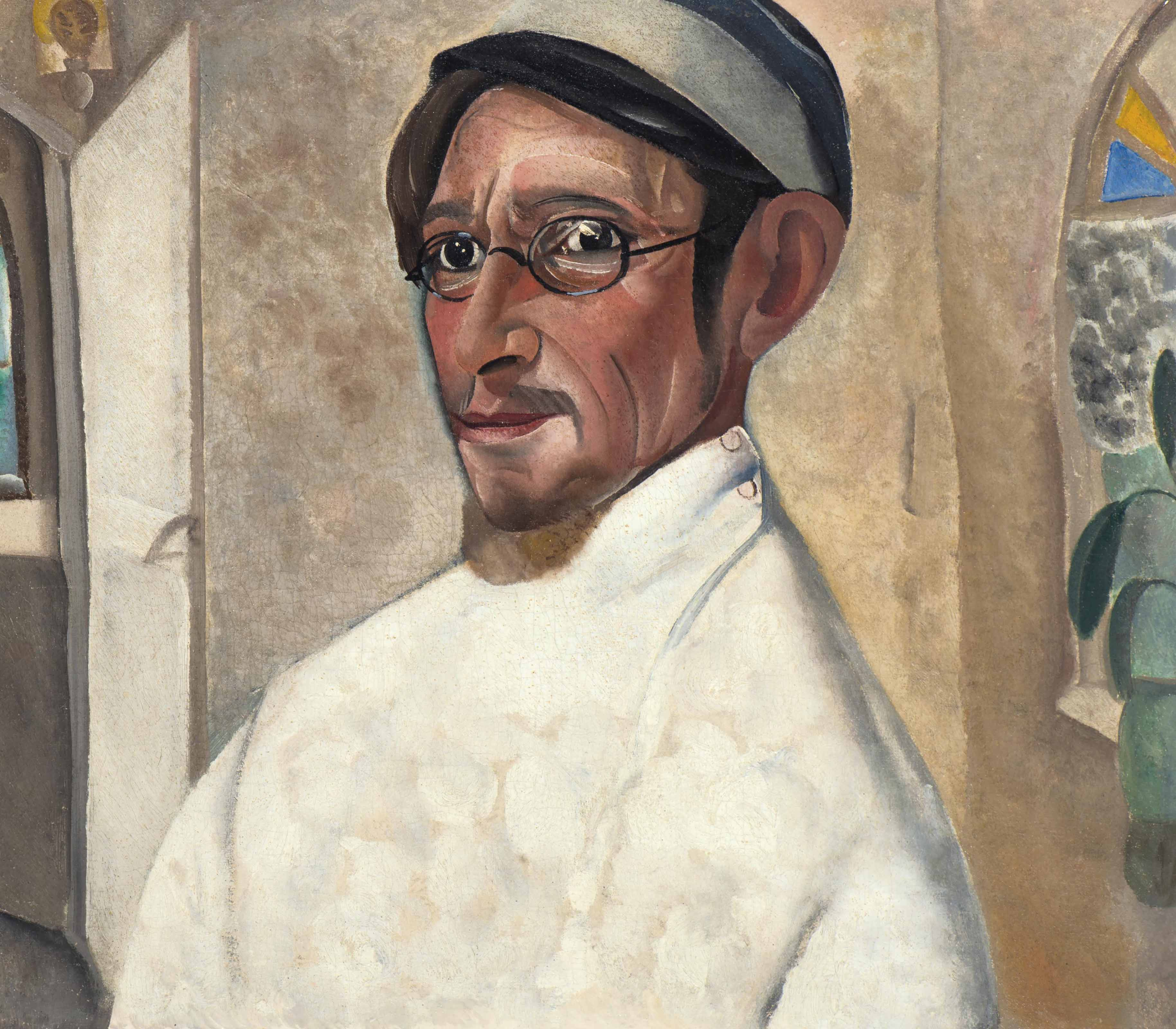
Борис Григорьев. Портрет Н. Подгорного в роли Петра Трофимова в пьесе «Вишнёвый сад», 1923

В гастрольной поездке МХАТ в Америку стал членом дирекции, заведующим труппой и финансовой частью. В дальнейшем сохранял близость к Станиславскому и оставался одним из самых влиятельных лиц в руководстве театра.
Скончался 2 августа 1947 года в Москве. Похоронен на Новодевичьем кладбище.
Награждён орденом «Знак Почёта» (03.05.1937 — за выдающиеся заслуги в деле развития русского театрального искусства).

### Семья
Братья — артист В. А. Подгорный, Б. А. Подгорный (адвокат, эмигрировавший в 1918 году во Францию; отец Е. Б. Ауэрбах).
Племянница — артистка Е. Б. Ауэрбах.
Племянник — артист Н. В. Подгорный.
Внучатая племянница — артистка Малого театра Дарья Подгорная.

## Роли
- Федотик ; Тузенбах — «Три сестры» А. П. Чехова
- Медведенко — «Чайка» А. П. Чехова
- Петя Трофимов — «Вишнёвый сад» А. П. Чехова
- Сатин — «На дне» М. Горького
- Негр — «У жизни в лапах» К. Гамсуна
- 1906 — Молчалин — «Горе от ума» А. С. Грибоедова
- 1907 — Тю — «Драма жизни» К. Гамсуна
- 1908 — Странник  — «Анатэма», по Л. Андрееву
- 1915 —  Монах — «Каменный гость» А. С. Пушкина
- 1925 — Чумаков — «Пугачёвщина» К. А. Тренёва
- 1926 — Аристарх — «Горячее сердце» А. Н. Островского
- 1927 — Базиль — «Безумный день, или Женитьба Фигаро» Бомарше
- 1932 — Прокурор — «Мёртвые души» по Н. В. Гоголю (инсценировка М. А. Булгакова)
- 1933 — Гаев — «Вишнёвый сад» А. П. Чехова
- 1936 — Герцог д’Орсиньи — «Мольер» М. А. Булгакова
- 1938 — кгязь Тугоуховский — «Горе от ума» А. С. Грибоедова
- 1940 — Ферапонт — «Три сестры» А. П. Чехова
- Люшар — «Дочь Анго» Лекока (Музыкальная студия МХТ)
- Герцог — «Перикола» Ж. Оффенбаха (там же)

## Фильмография
- 1933 — Город под ударом
- 1932 — Мёртвый дом
- 1930 — Тихий Дон — Пантелей Мелехов
- 1920 — Две души
- 1918 — Девьи горы